# Pleuromeris sanmartini
Pleuromeris sanmartini is een tweekleppigensoort uit de familie van de Carditidae. De wetenschappelijke naam van de soort is voor het eerst geldig gepubliceerd in 1970 door Klappenbach.